# 4290 Heisei
A 4290 Heisei (ideiglenes jelöléssel 1989 UK3) a Naprendszer kisbolygóövében található aszteroida. Tsutomu Seki fedezte fel 1989. október 30-án.